# À mon tour
À mon tour est un téléfilm français réalisé par Frédéric Berthe en 2021.

## Synopsis
À Chateauneuf-sur-Valone, le maire Félix de Ponte se prépare à sa réélection, espérant ainsi battre le candidat d'extrême-droite Jean-Luc Molment Martinez. Mais lorsqu'une vidéo révélant sa liaison extra-conjugale est diffusée sur les réseaux, la vie de Félix va être bouleversée. Dévastée, trahie et humiliée, sa femme, Rose, décide de réagir et se présente contre lui aux élections.

## Fiche technique
- Réalisation : Frédéric Berthe
- Scénario : Mickael Quiroga et Vincent Solignac
- Production : Hervé Bellech
- Sociétés de production : Calt Story, B2 Films
- Genre : Comédie
- Pays :  France
- Durée : 93 minutes (1 h 33)
- Date de diffusion :
  -  France : 5 janvier 2022 sur France 2

## Distribution
- François-Xavier Demaison : Félix de Ponte
- Isabelle Gélinas : Rose de Ponte
- Julien Boisselier : Jean-Luc Molment Martinez
- Michel Jonasz : Ferdinand Moreno, le père de Rose
- François Berléand : Jean-Charles de Ponte, le père de Félix
- Oscar Berthe : Léon de Ponte, le fils aîné
- Kolia Abiteboul : Paul de Ponte, le fils cadet
- Inès Limbourg : Elsa de Ponte, la fille adoptive
- Waly Dia : Gabin Diop
- Mata Gabin : Adama Diop, la mère de Gabin
- Thomas Sagols : Eloi Marot
- Nüll Garcia : Jocasta Rodriguez
- Julia Leblanc-Lacoste : la commandante Sabatini
- Mickael Quiroga : Salem
- Clémence Thioly : Inès Bertrand, la journaliste
- Anis Mansour : Lotfi
- Youssouf Wague : Kévin
- Marie Iturralde : Une avocate au Centre des Congrès
- Guillaume Jeudy : Dimitri
- Marie-Jo Khojandi : Madame Marciano[1]

## Analyse
- Le téléfilm comporte des citations de personnalités politiques dont les noms sont tus, ne comportant que la première lettre. On peut ainsi relever Jacques C., Nicolas S. ou encore Alain J..
- Les acteurs Waly Dia et Mata Gabin, jouant des mère et fils, n'ont que seize ans d'écart.